# Relaciones Irán-Palestina
Las relaciones Irán-Palestina son las relaciones bilaterales entre estos dos países.
La República Islámica de Irán reconoce oficialmente a Palestina como estado independiente. Alí Jamenei, el líder supremo de Irán, rechaza una solución de dos Estados e insinúa que Palestina es inseparable, mientras que el expresidente de Irán, Mahmoud Ahmadinejad, pidió un referéndum libre para toda la población palestina, incluidos los ciudadanos árabes de Israel, para determinar el tipo de gobierno en el futuro Estado palestino, al tiempo que reiteró que el establecimiento de un Estado palestino junto a Israel «nunca significaría un respaldo a la ocupación israelí».
Antes de la Revolución iraní de 1979, la Organización para la Liberación de Palestina (OLP) mantenía estrechos vínculos con los grupos de oposición iraníes. Después de la revolución, Irán puso fin a su alianza con Israel y comenzó a apoyar a los palestinos, lo que se simboliza con la entrega de la embajada de Israel en Teherán a la Organización para la Liberación de Palestina.
En abril de 2022, la agencia de noticias estatal iraní Tasnim describió a Palestina por parte del ayatolá Jamenei como «Todo un escenario de resistencia».

## Historia
Irán fue la segunda nación de mayoría musulmana después de Turquía en otorgar reconocimiento (de facto) a Israel, bajo el gobierno de Mohammad Reza Pahleví, el último Sha de Irán.
La OLP respaldó la revolución de 1979 y varios días después, el presidente de la OLP, Yasir Arafat, encabezó una delegación palestina a Irán. Los delegados palestinos fueron recibidos públicamente y entregaron simbólicamente las llaves de la antigua embajada de Israel en Teherán, convertida posteriormente en embajada palestina. Hani al-Hassan, una de las figuras diplomáticas clave de la OLP, fue nombrado primer embajador de Palestina en Irán.
Tras el estallido de la Segunda Intifada palestina, en septiembre de 2000, tras el fracaso de las conversaciones de paz en Oriente Medio en Camp David, Arafat liberó a militantes encarcelados de Hamás y de la Jihad Islámica, decisión que restableció las relaciones entre Irán y la Autoridad Nacional Palestina. El renovado apoyo se hizo evidente cuando los comandos israelíes capturaron el Karine A en 2002, un barco que transportaba 50 toneladas de armamento avanzado desde Irán a Gaza.

### Lista de embajadores de palestina en Irán
| N.º | Nombre          | Nombre en árabe | Nombramiento | Cese   | Notas         | Ref.   |
| --- | --------------- | --------------- | ------------ | ------ | ------------- | ------ |
| 1   | Hani al-Hassan  | هاني الحسن      | 1979         | 1981   |               | [ 8 ]  |
| 2   | Salah al-Zawawi | صلاح الزواوي    | 1981         | 2022   |               | [ 9 ]  |
| 3   | Salam al-Zawawi | سلام الزواوي    | 2022         | Actual | Hija de Salah | [ 10 ] |

## Apoyo a Hamás

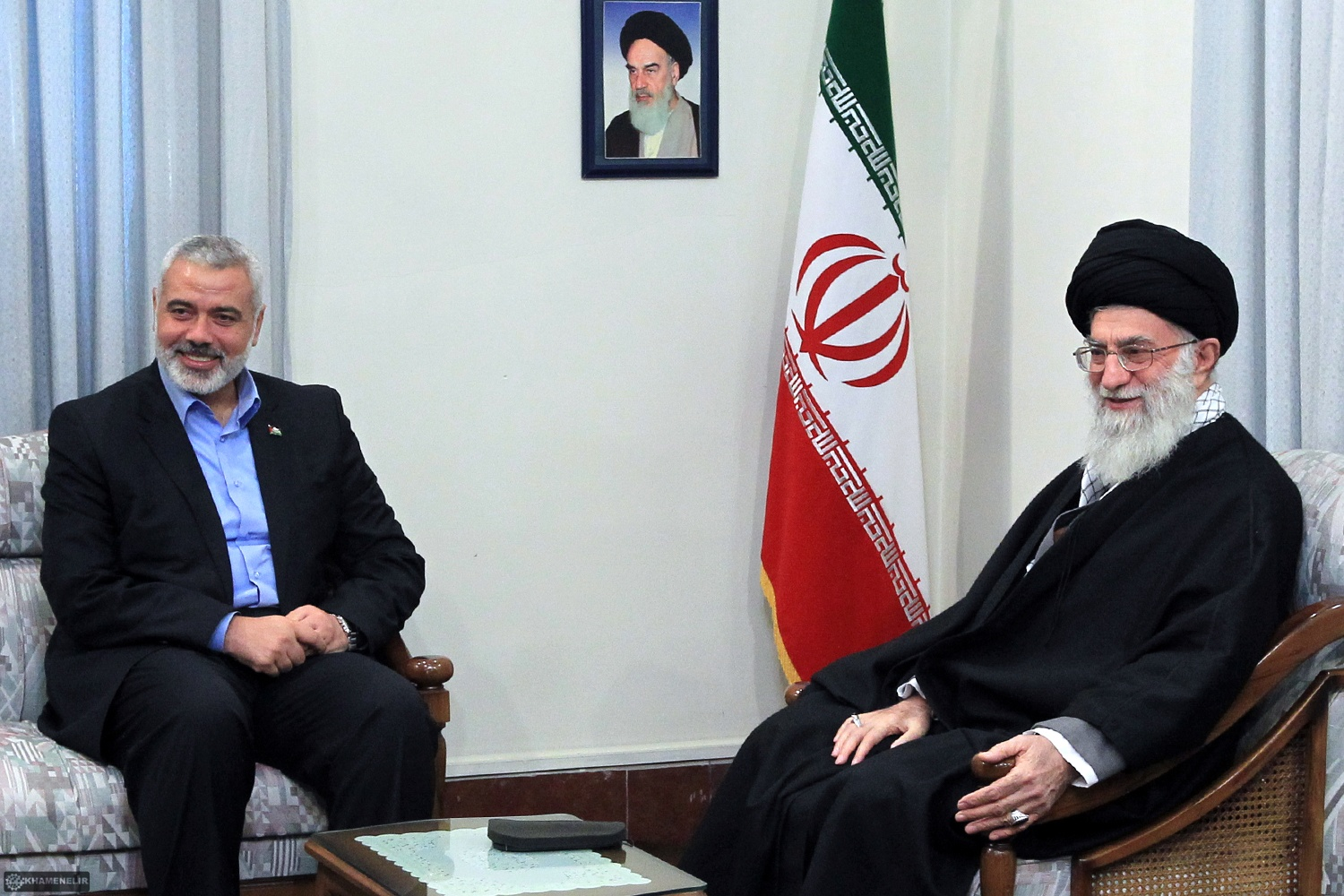
Una reunión en Teherán entre el líder de Hamás, Ismail Haniya, y el líder supremo iraní, Alí Jamenei, en 2012.

Hamás es una organización militante y política actualmente en el poder en la Franja de Gaza. Según Mahmud Abás, presidente de la Autoridad Nacional Palestina, «Hamás está financiado por Irán. Afirma que está financiado por donaciones, pero las donaciones no se parecen en nada a lo que recibe de Irán». Este último país también suministra a Hamás armamento militar; las tecnologías proporcionadas incluyen cohetes Fajr-5, M-75 y Khaibar-1, así como drones.
La ayuda a Hamás aumentó después de la muerte de Arafat en 2004 y la retirada de Israel de Gaza en 2005. Tras la victoria de Hamás en las elecciones palestinas de 2006, la ayuda exterior se agotó, lo que llevó a Teherán a enviar una importante ayuda financiera para apoyar a la Autoridad Nacional Palestina liderada por Hamás, que estaba casi en bancarrota.
En julio de 2015, un alto funcionario de Hamás informó que la organización ya no recibía ayuda de Irán, posiblemente debido al apoyo de Hamás a los rebeldes en la guerra civil siria, así como a la mejora de sus relaciones con Arabia Saudita.